# Marcin Budkowski
Marcin Budkowski (Varsavia, 23 aprile 1977) è un ingegnere e dirigente sportivo polacco.

## Carriera
Nato a Varsavia, Budkowski lascia la Polonia a cinque anni per trasferirsi a Parigi, dove si è laureato all'École polytechnique nel 1999. Ha continuato i suoi studi tra il 1999 e il 2001 presso l'Institut supérieur de l'aéronautique et de l'espace (ISAE SUPAERO) e l'Imperial College di Londra, specializzandosi in aeronautica e aerodinamica. Nel 2000 ha completato uno stage di cinque mesi nel dipartimento di aerodinamica della Peugeot.
Dopo aver completato gli studi, Budkowski ha iniziato la sua carriera nel motorsport nel 2001 come aerodinamico per la Prost. Dopo il fallimento del team francese, su raccomandazione del suo direttore tecnico alla Prost, Henri Durand, Budkowski si è successivamente trasferito a Maranello, lavorando per la Ferrari tra il 2002 e il 2007 in un periodo che ha visto la squadra vincere molti campionati, dove è stato membro dell'equipaggio che si occupa della fluidodinamica computazionale e in seguito capo della divisione prove in galleria del vento.
Alla ricerca di una nuova sfida, è poi entrato in McLaren nel 2007, dove ha lavorato come aerodinamico senior. Nel 2008 è diventato il leader per l'aerodinamica in pista e nell'estate del 2009 diventa responsabile del progetto per lo sviluppo aerodinamico. Nel 2011, dopo i commenti critici di Paddy Lowe sulla McLaren MP4-26, Budkowski è stato sospeso per diversi mesi, cosa che ha causato voci secondo cui Pat Fry voleva riportare Budkowski alla Ferrari. L'ingegnere, però, è rimasto in McLaren, e nel novembre 2012 è diventato capo dell'aerodinamica. 
I suoi sette anni alla McLaren si sono conclusi nel 2014, dopodiché è diventato coordinatore tecnico e sportivo della Formula 1 per la FIA, diventando successivamente capo del dipartimento tecnico di Formula 1 nel 2017. È poi entrato a far parte della Renault come direttore tecnico, dove è rimasto anche quando la squadra viene rinominata Alpine. Nel suo ruolo attuale sovrintende alla gestione quotidiana e al funzionamento del team, lavorando a stretto contatto con il senior management e i direttori per garantire che il team raggiunga i suoi obiettivi, lavorando anche con le risorse umane e le finanze per gestire i budget e le assunzioni. Nel gennaio 2021 viene nominato team principal di Alpine, ricoprendo questo incarico per un anno, fino al 13 gennaio 2022, data in cui si interrompono definitivamente i rapporti con la squadra francese. Nel febbraio 2023 è entrato a far parte di Viaplay come analista tecnico per la trasmissione della Formula 1 polacca.

## Curiosità
Soprannominato "l'Adrian Newey polacco", fu descritto da Joe Saward come "uno degli ingegneri più qualificati della Formula 1". Andrzej Borowczyk, commentando la promozione di Budkowski al grado di capo dell'aerodinamica, ha affermato che "è una grande cosa essere il capo del reparto aerodinamica in una squadra come la McLaren".